# ایلیا بریخوف
ایلیا بریخوف (انگلیسی: Illia Briukhov؛ زادهٔ ۸ اوت ۱۹۹۸) بازیکن فوتبال اهل اوکراین است.
از باشگاه‌هایی که در آن بازی کرده‌است می‌توان به باشگاه فوتبال کالیاری اشاره کرد.